# Howie Morenz
Howard William »Howie« Morenz, kanadski profesionalni hokejist, * 21. junij 1902, Mitchell, Ontario, Kanada, † 8. marec 1937, Montreal, Quebec, Kanada. 
V ligi NHL je na položaju centra igral za moštva Montreal Canadiens, Chicago Black Hawks in New York Rangers. Preden mu je uspel preboj v ligo NHL, je blestel v mladinski ligi Ontario Hockey Association in osvojil pokal Memorial Cup, ki se podeljuje mladinskim prvakom Kanade. Ko je vstopil v ligo NHL, je postal eden najdominantnejših hokejistov v ligi in je postavil številne strelske rekorde. 
Morenza se danes obravnava kot enega prvih zvezdnikov lige, v kateri je preživel 14 sezon. Trikrat je osvojil Stanleyjev pokal, vsakič z moštvom Montreal Canadiens. V 14 sezonah se je 10-krat uvrstil na lestvico 10 najboljših strelcev lige. 7 zaporednih sezon je bil vodilni strelec Canadiensov, tako po zadetkih kot po točkah. Trikrat so ga imenovali za najkoristnejšega igralca lige, enkrat je dosegel največ zadetkov v ligi, in še dvakrat največ točk v ligi. Trikrat je bil izbran v moštvo zvezd lige NHL. Umrl je zaradi zapletov pri zlomu noge, ki ga je utrpel med neko tekmo. Po smrti so v klubu upokojili njegov dres s številko 7, kar se je zgodilo prvič v zgodovini kluba. Ko so leta 1945 vzpostavili Hokejski hram slavnih lige NHL, je postal Morenz posmrtno eden od njegovih prvih 12 članov. Leta 1950 ga je kanadska tiskovna agencija Canadian Press imenovala za najboljšega hokejista prve polovice 20. stoletja.

## Zgodnje življenje
Rodil se je v Mitchellu, Ontario, očetu Williamu Morenzu. Imel je tri sestre in enega brata. Morenz je svoje prve korake v hokej na ledu napravil na reki Temzi med igranjem shinnyja, rekreativne različice hokejske igre, v kateri ni vratarjev. Pri osmih letih je odigral svojo prvo organizirano tekmo. Igral je vratarja in v svojo mrežo spustil 21 ploščkov. Po tekmi je trener Morenza prestavil na mesto roverja, branilsko igralno mesto. Potem ko je sezono 1916/17 začel kot vratar, je nato postal napadalec, saj je postajalo vse očitneje, da je njegova hitrost primerna za bolj napadalno vlogo. Tisto sezono je moštvo iz Mitchella povedel do zmage v mladinskem prvenstvu zahodnega Ontaria.
Družina Morenz se je nato maja 1917 preselila v bližnji Stratford. Zatem se je Howie poskušal vpisati v kanadsko vojsko, a so ga skavti zavrnili, ker je bil tedaj star samo 15 let. Leta 1920 se je pridružil mladinski ekipi Stratford Midgets in zanjo tako uspešno nastopal, da je v rednem delu sezone lige Ontario Hockey Association postal vodilni igralec po podajah in točkah, medtem ko v končnici v zadetkih, podajah in točkah. Midgetsi so osvojili ligaški naslov in nato tekmovali za pokal Memorial Cup, ki se podeljuje mladinskim prvakom Kanade. V finalu Memorial Cupa 1921 so se pomerili z ekipo Winnipeg Falcons in kljub Morenzovemu hat tricku na obeh tekmah izgubili s skupno razliko v zadetkih 11-9. Njegove odlične igre so opazili v članskem amaterskem moštvu Stratford Indians in mu ponudili mesto v ekipi za naslednjo sezono. V sezoni 1921/22 je torej nastopal tako za mladinsko moštvo, kot za člansko amatersko moštvo. V končnici je v obeh ligah postal vodilni igralec v zadetkih, podajah in točkah, v amaterski ligi pa še v kazenskih minutah. V sezoni 1922/23 je igral izključno za člansko amatersko moštvo in po rednem delu sezone zasedel prvo mesto po podajah in po končnici še po zadetkih, točkah in kazenskih minutah.
Pri 18 letih je odšel za vajenca v stratfordsko tovarno kanadskega železničarskega podjetja Canadian National Railways. Ko ni igral hokeja na ledu, je redno vplačeval stave na konjskih dirkah in igral ukelele. Leta 1926 se je poročil z Mary Stewart, s katero sta imela tri otroke, dva sinova in hčerko. Howie mlajši se je rodil leta 1927, Donald leta 1933 in Marlene leta 1934. Leta 1952 se je Marlene poročila z Berniejem Geoffrionom, ki je, tako kot njegov tast, igral za Canadiense in Rangerse v ligi NHL. Tudi njun sin, torej Morenzov vnuk, Dan Geoffrion, je v 70. letih za kratek čas igral za Canadiense.
Na hokejskem turnirju, ki ga je decembra 1922 priredila kanadska železniška družba, je Morenz za svoj Stratford na eni tekmi zabil 9 golov. Tekmo je sodil prijatelj Lea Danduranda, lastnika NHL kluba Montreal Canadiens, in mu kasneje izdal, kako dobro je Morenz igral. Januarja 1923 je tako Dandurand prišel v Stratford, da bi videl Morenza igrati, in se po videnem odločil pripeljati ga v svoj klub. Aprila se je tako sestal z Williamom Morenzom, Howiejevim očetom, saj je bil Howie uradno še vedno mladinec (mlajši od 20 let) in je zato potreboval privoljenje starša za prestop v profesionalni klub. William je Dandurandu povedal, da želi, da Howie najprej dokonča vajenstvo pri železnicah, kar bi trajalo nadaljnji dve leti. Julija je nato Dandurandu prišlo na ušesa, da je bil Morenz in njegov oče v stikih s predstavniki konkurenčnega NHL kluba Toronto St. Patricks. Ker se je ustrašil, da bi Morenz prestopil v Toronto, je Dandurand poslal svojega prijatelja Cecila Harta v Stratford z navodilom, da za vsako ceno podpiše pogodbo z Morenzom. 7. julija 1923 je Morenz res podpisal triletno pogodbo s Canadiensi. Pogodba mu je navrgla 3.500 dolarjev letne plače in podpisni dodatek 1.000 dolarjev, kar je bila precejšnja vsota denarja za novinca v profesionalnih vrstah.
Takoj po podpisu je začel Morenz premišljevati o odločitvi, saj so ga prebivalci Stratforda, kot tudi njegovi soigralci v članski amaterski ekipi, prepričevali, naj ostane v mestu. Morenz je pod pritiskom popustil in avgusta Dandurandu napisal pismo, v katerem mu je razložil, da ne more zapustiti Stratforda, in priložil ček za 1.000 dolarjev, ki ga je prejel ob podpisu pogodbe. Ko je Dandurand pismo prejel, je poklical Morenza po telefonu in mu predlagal, naj pride v Montreal na pogovor. V Montrealu je Morenz začel razlagati o svojih vzrokih za spremembo odločitve, a je vtem padel v jok. Dandurand mu je na drugi strani zagrozil, da bo, če se ne pridruži Canadiensom, njegova profesionalna kariera šla po zlu. Ko je to slišal Morenz, se je omehčal, se naposled znova premislil in se kasneje tisto leto le pridružil pripravljalnemu kampu Canadiensov.

## Kariera

### Montreal Canadiens (1923–34)
Morenz je prispel v pripravljalni kamp Canadiensov 3. decembra 1923 in je kmalu po prihodu z igro navdušil svoje nove soigralce. V ligi NHL je debitiral 26. decembra 1923 proti moštvu Ottawa Hockey Club in že na svoji premierni tekmi dosegel zadetek. Sezono 1923/24 je končal s 13 zadetki in 3 podajami na 24 tekmah. Z moštvom se je uvrstil na tretje mesto na lestvici, s čimer se je klub prvič v petih letih uvrstil v končnico, kjer se je pomeril z Ottawo za ligaški naslov. Canadiensi so premagali Ottawo in Morenz je zadel edini zadetek na prvi tekmi, ter dodal še enega na drugo tekmi. Canadiensi so zatem igrali proti dvema ekipama z zahoda Kanade za Stanleyjev pokal in najprej v dveh tekmah odpravili PCHA moštvo Vancouver Maroons, kar jim je prineslo mesto v finalu Stanleyjevega pokala 1924. V finalu jih je čakal prvak lige Western Canada Hockey League (WCHL), moštvo Calgary Tigers. Na prvi tekmi je Morenz zabil hat trick in se veselil zmage svojega moštva s 6-1. Na drugi tekmi je bil uspešen enkrat, Canadiensi pa so z zmago 3-0 osvojili svoj drugi in Morenzov prvi Stanleyjev pokal.
Naslednjo sezono, sezono 1924/25, je Morenz v svojo statistiko dodal 28 golov in 11 podaj, s čimer je bil drugi najuspešnejši igralec Canadiensov in četrti na ligaški lestvici strelcev. Dosežku je dodal še 7 zadetkov in 8 podaj na šestih tekmah končnice, v kateri je Canadiense šele v finalu Stanleyjevega pokala porazilo moštvo lige WCHL Victoria Cougars. V sezoni 1925/26 se je Morenz na lestvici strelcev moštva izenačil z Aurelom Joliatjem pri 26 točkah, kar je oba uvrstilo na 5. mesto lestvice strelcev lige NHL. Sezona 1926/27 je bila zanj najuspešnejša dotlej, saj je osvojil tretje mesto lestvice strelcev, s 25 zadetki in 32 točkami pa je bil znova najuspešnejši v svojem moštvu. Edini zadetek, ki ga je dosegel v končnici, je bil tisti, ki je Canadiense popeljal v polfinale, saj so s skupnim izidom 2-1 premagali moštvo Montreal Maroons. V polfinalu je z njimi suvereno opravila Ottawa in slavila z rezultatom 5-1.
Sezona 1927/28 je bila za Morenza nedvomno ena najboljših v ligi NHL. 24. marca 1928 je na zadnji tekmi rednega dela sezone prispeval dve podaji in tako izenačil rekord lige z 18 podajami v sezoni, postal je tudi prvi hokejist v zgodovini lige NHL, ki je vknjižil več kot 50 točk v rednem delu sezone, končal je pri 51 točkah. Kot vodilni igralec po zadetkih (med strelce se je vpisal 33-krat), podajah in točkah je prejel pokal Hart Trophy za najkoristnejšega igralca lige. Čeprav strelsko sezona 1928/29 zanj ni bila najuspešnejša, je s 17 goli in 27 podajami še vedno zasedel mesto najučinkovitejšega igralca Canadiensov. Prav tako se je izenačil na tretjem mestu lestvice strelcev za tisto sezono.
Med sezono 1929/30 je liga NHL spremenila pravila in s tem omogočila več zadetkov. Morenz je tako zasedel šele sedmo mesto lestvice strelcev lige, čeprav je dosegel največ zadetkov v eni sezoni v svoji karieri (mrežo je zatresel 40-krat) in temu dodal še 10 podaj. 18. marca 1930 je blestel na tekmi proti moštvu New York Americans, saj je zadel pet zadetkov. V končnici je dodal še tri gole, od tega je prispeval še svoj drugi odločilni zadetek v finalu Stanleyjevega pokala 1930, v katerem so Canadiensi porazili ekipo Boston Bruins. V naslednji sezoni, sezoni 1930/31, je v mrežo poslal 28 ploščkov in ponovil rekord svoje kariere z 51 točkami. Osvojil je svoj drugi naslov najučinkovitejšega igralca lige (danes se za ta dosežek podeljuje pokal Art Ross Trophy) in prejel še drugič v karieri pokal Hart Trophy za najkoristnejšega igralca lige. Izbran je bil tudi v novonastalo prvo moštvo zvezd lige NHL, v katerem je igral na položaju centra. V končnici se je s soigralci še drugo leto zapored prebil v finale Stanleyjevega pokala in tam igral proti ekipi Chicago Black Hawks. Čeprav je skozi celotno končnico (10 tekem) igral s poškodovano ramo, je vseeno uspel doseči zadetek in s soigralci drugo sezono zapored osvojil Stanleyjev pokal.
Sezona 1931/32 je bila za Morenza še ena zelo uspešna sezona. Na lestvici strelcev lige je pristal na tretjem mestu z 49 točkami in postal prvi igralec v zgodovini lige NHL, ki je pokal Hart Trophy osvojil trikrat. Znova so ga imenovali tudi v prvo moštvo zvezd. Na tekmi proti New York Americansom je 17. marca 1932 s podajo za gol Cyja Dennenyja vknjižil svojo 334. točko kariere in s tem dosegel rekord lige po doseženih točkah v celotni karieri. Zaradi manjših težav s poškodbami je njegov točkovni izkupiček v sezoni 1932/33 padel na 10. mesto ligaške lestvice in na 2. mesto klubske lestvice strelcev, na kateri ga je po sedmih letih zamenjal Aurel Joliat. V končnici je prispeval tri podaje na dveh tekmah. Njegove strelske sposobnosti so padle tudi v sezoni 1933/34, ko je dosegel 8 golov za skupno 21 točk. Kljub manjši učinkovitosti je še enkrat več presegel mejnik lige NHL z 249. golom, ki ga je dosegel 23. decembra 1933 proti ekipi Detroit Red Wings. Z golom je prehitel Cyja Dennenyja na lestvici igralcev lige NHL po zadetkih v karieri. 2. januarja 1934 si je med tekmo v New Yorku zvil gleženj, potolkel kost in strgal vezi. To je bila njegova prva resnejša poškodba, od ledenih ploskev ga je oddaljila za en mesec. Po povratku ni bil več sposoben igrati na tako visokem nivoju kot včasih, kar so opazili tudi navijači, ki so mu začeli žvižgati.
Zaradi njegovih slabših predstav so se začele v montrealskih časnikih pojavljati novice, da ga želijo v klubu zamenjati v drugo moštvo. Ko so Canadiensi začeli z nastopi v končnici proti hokejistom Chicago Black Hawks, je generalni menedžer in lastnik kluba Léo Dandurand potrdil, da se za Morenzove usluge zanimajo ostala moštva. Potem ko je prvo tekmo odigral s svojo običajno hitrostjo in spretnostjo, pa si je na drugi zlomil palec in predčasno končal sezono zgolj z golom in podajo v celotni končnici.
Po koncu končnice je Morenz odgovoril na govorice o selitvi in povedal novinarju, da bo igral samo za Canadiense, rekoč »ko ne bom več mogel igrati zanje, ne bom več obul drsalk.« Vodstvo kluba Montreal Canadiens je sicer vedelo, da njegova izjava ne drži, ker je bil preveč navezan na hokej na ledu, da bi kar nehal z igranjem. Poleti 1934 je postajal Morenz vse bolj zaskrbljen o svoji prihodnosti v ekipi. Časniki so pogosto pisali o menjavi več moštev in več igralcev, v katero je bil vselej vključen tudi sam. Morenzove sume je potrdil tudi odnos lastnikov kluba do njega, Lea Danduranda in Josepha Cattarinicha, ki mu nista odgovarjala in mu nista dajala nobenih podatkov o tem, kaj se dogaja. Govorice o menjavi so se končale 3. oktobra 1934, ko je Morenz skupaj z vratarjem Lornejem Chabotjem in branilcem Martyjem Burkeom odšel v ekipo Chicago Black Hawks v zameno za napadalca Leroyja Goldsworthyja in Lionela Conacherja in branilca Rogerja Jenkinsa.

### Chicago, New York in Montreal (1934–37)
V svoji prvi sezoni v Čikagu je Morenz igral na vseh 48 moštvenih tekmah, dosegel 8 zadetkov za skupno 34 točk, s čimer je izboljšal svoj izkupiček iz prejšnje sezone, a je bilo 34 točk še vedno premalo za mesto na ligaški lestvici strelcev. Black Hawksi so se uvrstili v končnico, a ni Morenz  na dveh tekmah dosegel nobene točke. Naslednja sezona zanj ni bila tako uspešna kot sezona 1934/35. V Čikagu se ni počutil dobro, dobival je tudi manjšo minutažo kot včasih. Po 23 tekmah, na katerih je dosegel 15 točk, so ga zamenjali v moštvo New York Rangers. V nasprotno smer je 26. januarja 1936 potoval napadalec Glen Brydson. Za Rangerse je nastopil na 19 tekmah in prispeval dva zadetka in štiri podaje, kar je pomenilo, da je v celotni sezoni dosegel zanj podpovprečnih 21 točk. 
Poleti 1936 se je na trenersko klop Montreal Canadiensov vrnil Cecil Hart, ki je delo sprejel pod pogojem, da nazaj v klub pripeljejo Morenza. 1. septembra 1936 je tako Morenz okrepil svoj bivši klub, ki je odkupil njegovo pogodbo od Rangersov. Canadiensi so sezono 1936/37 veljali za eno najboljših moštev lige, k predstavam je svoj delež prispeval tudi Morenz, ki je le še občasno pokazal tisto hitrost, ki ga je krasila na začetku svoje kariere. Do sredine januarja je Morenz dosegel 4 zadetke in dodal 20 podaj, s čimer je že po okoli treh četrtinah rednega dela sezone presegel svoj dosežek iz prejšnje sezone.
28. januarja so Canadiensi igrali proti moštvu Chicago Black Hawks. V prvi tretjini se je Morenz zapodil za ploščkom v obrambni tretjini Chicaga, medtem ko je takoj za njim drsal branilec Black Hawksov Earl Seibert. Morenz je izgubil ravnotežje, padel na led in se zaletel v ogrado, njegova leva drsalka pa se je zapičila v leseni stranski del ograde. Seibert, ki se ni uspel zaustaviti pravočasno, je z vso silo pristal na Morenzu. Trk je polomil Morenzovo levo nogo, po dvorani pa se je slišal Morenzov glasen krik bolečine. Na igralsko klop so mu pomagali soigralci, Morenza pa so zatem odpeljali v bolnišnico Hôpital St-Luc, kjer so ugotovili, da je bila njegova noga zlomljena na 4 mestih.
Med njegovim zdravljenjem v bolnišnici je Morenz prejemal ogromno kartic z dobrimi željami, prav tako je stalno imel obiskovalce. Pogosto so ga obiskovali njegovi soigralci, kot tudi ostala moštva lige NHL, ki so prišla v Montreal odigrat tekmo. Mnogo obiskovalcev mu je prinašalo pijačo, kar je bilo tako opazno, da je že eden od njegovih soigralcev opazil, da je pivo spravljal pod posteljo, viski pa na omarico. Kljub množici obiskovalcev se je pogosto znašel sam v bolnišnični sobi, v kateri se sploh ni mogel premakniti s postelje. Čas si je krajšal s prebiranjem časopisov, s čimer je ostajal na tekočem v zvezi z nastopi Canadiensi, saj se je v času njegovega zdravljenja v bolnišnici redni del sezone že končal. Od njegove poškodbe je moštvo padlo na lestvici, kar je Morenza precej skrbelo. Začel je tudi premišljevati, da ne bo nikoli več igral hokeja na ledu, in premleval svojo prihodnost, oboje pa ga je napravilo depresivnega.
Klubski zdravnik Canadiensov, dr. J.A. Hector Forgues, je Morenza obiskal konec februarja in ugotovil, da je doživel živčni zlom. Da bi mu pomagal, je prepovedal vse obiske, razen obiskov njegove družine in klubskih funkcionarjev. Mary, njegova žena, in Howie mlajši, njegov najstarejši sin, sta ga obiskovala večino dni, prvi teden v marcu pa je iz Stratforda prispel tudi njegov oče William Morenz, domov se je vrnil nato 5. marca. 8. marca, tri dni kasneje, se je začel Howie pritoževati zavoljo bolečin v prsih, kar so zdravniki pripisali srčnemu napadu. Poklicali so Mary Morenz in Cecila Harta in ju prosili, da prideta v bolnišnico. Okoli pol polnoči se je Howie skušal spraviti iz postelje in se odpraviti v umivalnico, a je pri tem padel na tla in umrl nekaj minut pred prihodom žene in trenerja. Umrl je pri starosti 34 let.
Canadiensi bi morali na večer 9. marca igrati tekmo proti ekipi Montreal Maroons, a so vodilni možje v ligi predlagali prestavitev tekme v spoštovanje Morenzove smrti. Njegova žena Mary je sicer vztrajala, da se tekmo odigra, rekoč da bi Howie želel, da se tekmo izpelje. Hokejisti Canadiensov in Maroonsov so med tekmo na rokah nosili črne trakove, pred začetkom tekme so velikega hokejista počastili še z 2 minutama tišine. Podobno so njegovo smrt pospremili v New Yorku, kjer so imeli na tekmi med Rangersi in Americansi minuto tišine pred začetkom igre.
Pogrebna slovesnost je potekala 10. marca 1937 v dvorani Montreal Forum, domači dvorani Canadiensov. Med slovesnostjo so navijačem dovolili, da se zvrstijo ob krsti, ki so jo postavili na sredino ledene ploskve, svoje spoštovanje je izrazilo 50.000 ljudi. Okoli krste, ki je bila prekrita s cvetjem, je stala častna garda, ki so jo sestavljali štirje Morenzovi soigralci. H krsti je Aurèle Joliat priložil velik venec v obliki pokojnikove številke 7, Morenzovi trije otroci pa so k temu dodali še svoje sporočilo. Celotno slovesnost so prenašali po radiu, po zaključku so njegovo krsto z dodatki odnesli na montrealsko pokopališče Mount Royal Cemetery in ga tam tudi pokopali.

### Pregled kariere
Odebeljeno - reprezentančni nastopi, glej tudi Statistika pri hokeju na ledu.
| Moštvo              | Liga             | Sezona |    | Redni del | Redni del | Redni del | Redni del | Redni del | Redni del |   | Končnica | Končnica | Končnica | Končnica | Končnica | Končnica |
| ------------------- | ---------------- | ------ | -- | --------- | --------- | --------- | --------- | --------- | --------- | - | -------- | -------- | -------- | -------- | -------- | -------- |
| Moštvo              | Liga             | Sezona | OT | G         | P         | T         | +/-       | KM        | OT        | G | P        | T        | +/-      | KM       |          |          |
| Stratford Midgets   | OHA-Ml.          | 19/20  |    | 5         | 14        | 4         | 18        |           |           |   | 7        | 14       | 12       | 26       |          |          |
| Stratford Midgets   | OHA-Ml.          | 20/21  |    | 8         | 19        | 12        | 31        |           |           |   | 13       | 38       | 18       | 56       |          |          |
| Stratford Midgets   | OHA-Ml.          | 21/22  |    | 4         | 17        | 6         | 23        |           | 10        |   | 5        | 17       | 4        | 21       |          |          |
| Stratford Indians   | OHA-Sr.          | 21/22  |    | 4         | 10        | 3         | 13        |           | 2         |   | 8        | 15       | 8        | 23       |          | 21       |
| Stratford Indians   | OHA-Sr.          | 22/23  |    | 10        | 15        | 13        | 28        |           | 19        |   | 10       | 28       | 7        | 35       |          | 36       |
| Montreal Canadiens  | NHL              | 23/24  |    | 24        | 13        | 3         | 16        |           | 20        |   | 2        | 3        | 1        | 4        |          | 6        |
| Montreal Canadiens  | Stanleyjev pokal | 23/24  |    |           |           |           |           |           |           |   | 4        | 4        | 2        | 6        |          | 4        |
| Montreal Canadiens  | NHL              | 24/25  |    | 30        | 28        | 11        | 39        |           | 46        |   | 2        | 3        | 0        | 3        |          | 4        |
| Montreal Canadiens  | Stanleyjev pokal | 24/25  |    |           |           |           |           |           |           |   | 4        | 4        | 1        | 5        |          | 4        |
| Montreal Canadiens  | NHL              | 25/26  |    | 31        | 23        | 3         | 26        |           | 39        |   |          |          |          |          |          |          |
| Montreal Canadiens  | NHL              | 26/27  |    | 44        | 25        | 7         | 32        |           | 49        |   | 4        | 1        | 0        | 1        |          | 4        |
| Montreal Canadiens  | NHL              | 27/28  |    | 43        | 33        | 18        | 51        |           | 66        |   | 2        | 0        | 0        | 0        |          | 12       |
| Montreal Canadiens  | NHL              | 28/29  |    | 42        | 17        | 10        | 27        |           | 47        |   | 3        | 0        | 0        | 0        |          | 6        |
| Montreal Canadiens  | NHL              | 29/30  |    | 44        | 40        | 10        | 50        |           | 72        |   | 6        | 3        | 0        | 3        |          | 10       |
| Montreal Canadiens  | NHL              | 30/31  |    | 39        | 28        | 23        | 51        |           | 49        |   | 10       | 1        | 4        | 5        |          | 10       |
| Montreal Canadiens  | NHL              | 31/32  |    | 48        | 24        | 25        | 49        |           | 46        |   | 4        | 1        | 0        | 1        |          | 4        |
| Montreal Canadiens  | NHL              | 32/33  |    | 46        | 14        | 21        | 35        |           | 32        |   | 2        | 0        | 3        | 3        |          | 2        |
| Montreal Canadiens  | NHL              | 33/34  |    | 39        | 8         | 13        | 21        |           | 21        |   | 2        | 1        | 1        | 2        |          | 0        |
| Chicago Black Hawks | NHL              | 34/35  |    | 48        | 8         | 26        | 34        |           | 21        |   | 2        | 0        | 0        | 0        |          | 0        |
| Chicago Black Hawks | NHL              | 35/36  |    | 23        | 4         | 11        | 15        |           | 20        |   |          |          |          |          |          |          |
| New York Rangers    | NHL              | 35/36  |    | 19        | 2         | 4         | 6         |           | 6         |   |          |          |          |          |          |          |
| Montreal Canadiens  | NHL              | 36/37  |    | 30        | 4         | 16        | 20        |           | 12        |   |          |          |          |          |          |          |
| Skupaj              |                  |        |    | 581       | 346       | 239       | 585       |           | 577       |   | 90       | 133      | 61       | 194      |          | 123      |

- Vir: NHL.com[42]

## Zapuščina
Mesto Montreal je za Morenzom žalovalo mesece. V njegovo čast so pri Canadiensih 2. novembra 1937 upokojili dres s številko 7. To je bilo prvič v zgodovini kluba, da so kakega svojega igralca počastili na ta način. Pet dni kasneje, 7. novembra 1937, so v dvorani Montreal Forum priredili dobrodelno tekmo zvezd, na kateri so zbirali denar za Morenzovo družino. Moštvo, sestavljeno iz hokejistov obeh ekip iz Montreala, Canadiensov in Maroonsov, je porazila ekipa hokejistov ostalih moštev lige NHL. Končni izid je bil 6-5. 
Morenz je bil eden najbolj izurjenih igralcev v zgodnji zgodovini lige NHL in je bil od 1926 do 1932 najučinkovitejši hokejist Canadiensov tako v zadetkih kot v točkah. Leta 1926 je bil sicer  po točkah izenačen na prvem mestu z Aurelom Joliatjem. Po smrti je Morenz postavil rekord za največ točk v karieri v ligi NHL, skupaj jih je dosegel 472. Ko so leta 1945 ustanovili Hokejski hram slavnih lige NHL, je bil Morenz med prvimi 12 hokejisti, ki so bili sprejeti vanj. Leta 1950 ga je kanadska tiskovna agencija Canadian Press po glasovanju imenovala za najboljšega hokejista prve polovice 20. stoletja. Leta 1998 ga je hokejski časnik The Hockey News uvrstil na 15. mesto seznama 100 največjih hokejistov lige NHL vseh časov.
Morenz je prav tako imel močan vpliv na širjenje lige, saj so njegove odlične predstave privabljale množice v dvorane in pripomogle k temu, da je profesionalni hokej na ledu prišel v Združene države Amerike. Ko je Charles Adams, lastnik verige trgovin z živili, leta 1924 videl Morenza igrati v Finalu Stanleyjevega pokala 1924, se je vrnil v Boston z željo ustanoviti hokejski klub v mestu. Tisto poletje je liga NHL Adamsu odobrila klub v lig NHL za naslednjo sezono. Klub se je imenoval Boston Bruins. Promotor boksa Tex Rickard, lastnik dvorane Madison Square Garden, je prav tako videl Morenza igrati še na začetku njegove kariere in se odločil dodati ledeno ploskev v svojo dvorano, s čimer je New York dobil moštvo v ligi NHL, imenovano New York Americans. Del dogovora je bil tudi, da so Morenz in Canadiensi igrali prvo tekmo proti Americansom 15. decembra 1925.
Morenzova hčerka Marlene se je poročila z Berniejem Geoffrionom, ki je tudi igral hokej na ledu za Canadiense in Rangerse in bil kasneje sprejet v Hokejski hram slavnih lige NHL. Šele ko so Canadiensi na dan Geoffrionove smrti, 11. marca 2006, upokojili njegov dres s številko 5, so v klubu ugotovili povezavo med obema možema. Ko so med slavnostjo dvigali Geoffrionov dres proti stropu dvorane, so Morenzovega spustili na pol poti proti ledu. Ko sta bila Geoffrionov in Morenzov dres na isti višini, so oba istočasno dvignili proti stropu.

## Nagrade

### NHL
| Nagrada                               | Leto             |
| ------------------------------------- | ---------------- |
| Art Ross Trophy                       | 1928, 1931       |
| Hart Memorial Trophy                  | 1928, 1931, 1932 |
| Sprejet v prvo moštvo zvezd lige NHL  | 1931, 1932       |
| Sprejet v drugo moštvo zvezd lige NHL | 1933             |